# Campeonato de España de Balonmano Playa
El Campeonato de España de Balonmano Playa es un torneo, de carácter anual, de balonmano playa, que se celebra en sede itinerante.

## Historia
El primer torneo de balonmano playa en España se celebró en Cádiz, en el año 1996. Aún no tenía carácter oficial, pero se considera como el primer Campeonato de España de la historia. El primer torneo organizado por la Federación Española fue el del año 1997 en Benalmádena. Entre el discurrir, el torneo ha sido organizado durante dos años por la ASEBAP (Asociación Española de Balonmano Playa), en 2005 y 2006, dos campeonatos de España no oficiales.
Entre el 2007 y el 2010 fueron también organizados por ASEBAP bajo la supervisión de la Federación. Tras la temporada de 2010 pasó la Real Federación Española a organizarlo completamente.

## Formato de competición
En la actualidad un total de 48 equipos toman parte en el Campeonato. Estos equipos se eligen en función del ranking nacional (listado que se elabora con base en las puntuaciones obtenidas en los torneos territoriales y estatales), contabilizando sus tres máximas puntuaciones. Después se reparten en grupos de 4 equipos.
Los grupos se ordenan en función de los enfrentamientos entre los equipos, de los que pasan los 16 mejores y se enfrentan en un cuadro de eliminatorias (octavos, cuartos de final, semifinal y final) en enfrentamiento simple al primero que gane 3 sets.

## Historial
| Temporada | Año  | Sede                                         | Masculino                                         | Masculino                                    | Masculino                                       | Femenino                                     | Femenino                                     | Femenino                                        |
| Temporada | Año  | Sede                                         | Campeón                                           |                                              | Subcampeón                                      | Campeón                                      |                                              | Subcampeón                                      |
| --------- | ---- | -------------------------------------------- | ------------------------------------------------- | -------------------------------------------- | ----------------------------------------------- | -------------------------------------------- | -------------------------------------------- | ----------------------------------------------- |
|           | 1996 | Cádiz                                        | Balonmano Gades                                   |                                              |                                                 | Málaga Costa del Sol                         |                                              |                                                 |
| I         | 1997 | Benalmádena                                  | Balonmano Gades                                   |                                              | Combinado Cántabro                              | Lanzarote Reserva de la Biosfera             |                                              | Tercer Tiempo Valladolid                        |
| II        | 1998 | Cádiz                                        | Balonmano Gades                                   |                                              | Qadis                                           | Málaga Costa del Sol                         |                                              | Bm. Puertollano                                 |
| III       | 1999 | Moguer                                       | Gades ASISA                                       | 2:017:10 18:11                               | Grupisa Universidad de Alcalá                   | Konfor - Corre Corre                         | 2:1 14:6 9:14 1:3                            | Maritim Valencia                                |
| IV        | 2000 | Cádiz                                        | Viprem Gades                                      |                                              | PMD. Moguer                                     | Lanzarote Reserva de la Biosfera             |                                              | Coquito Remete                                  |
| V         | 2001 | Pilar de la Horadada                         | Viprem Gades                                      |                                              | Viprem Chiclana                                 | HE Castelldefels                             |                                              | Univ de Murcia                                  |
| VI        | 2002 | Pilar de la Horadada                         | Balonmano Barbate.                                |                                              | Iplacea Universidad de Alcalá                   | BM Iznalloz                                  |                                              | Málaga Costa del Sol                            |
| VII       | 2003 | Mazagón                                      | Viprem Gades                                      |                                              | Balonmano Barbate                               | Prim-ball Beach (Valencia)                   |                                              | Lanzarote Isla Mítica                           |
| VIII      | 2004 | Barbate                                      | Balonmano Barbate.                                |                                              | BMP Alcalá                                      | Juqui Socorro                                |                                              | C.E. Les Franqueses                             |
|           | 2005 | Tour Balonmano Playa                         | BMP Alcalá                                        |                                              |                                                 | Málaga Costa del Sol                         |                                              |                                                 |
|           | 2006 | Tour Balonmano playa                         | Atún y Chocolate                                  |                                              |                                                 | Málaga Costa del Sol                         |                                              |                                                 |
| IX        | 2007 | Cullera                                      | Atún y Chocolate                                  |                                              | Balonmano Barbate.                              | Málaga Costa del Sol                         |                                              | C.E. Les Franqueses                             |
| X         | 2008 | Alicante                                     | La Botellita Málaga                               |                                              | BMP Alcalá                                      | Viprem Cádiz                                 |                                              | La Botellita Málaga                             |
| XI        | 2009 | Los Alcázares                                | Ciudad de Málaga                                  | 2:1                                          | UEHC Calella                                    | BM Playa Sohail                              |                                              | Málaga Costa del Sol                            |
| XII       | 2010 | San Javier                                   | Metaloplásticos                                   | 2:0                                          | A.D Loma Roldan                                 | Málaga Costa del Sol                         | 2:0                                          | C.B Getasur                                     |
| XIII      | 2011 | Melilla                                      | CBMP Ciudad de Málaga                             | 2:114:22, 20:16 8:6                          | BMP Alcalá                                      | BMP Mijas G-7                                | 2:126:17, 18:19, 6:3                         | Krimildas (Valencia)                            |
| XIV       | 2012 | Pilar de la Horadada                         | Handbol Platja Calella                            |                                              | CBMP Ciudad de Málaga                           | CBM Ciudad de Málaga E-60                    |                                              | Las Trufis BM Playa Sanse                       |
| XV        | 2013 | Almería                                      | CBMP Algeciras                                    |                                              | Azuteam                                         | CB Getasur                                   |                                              | Cubas Llopis BMP Sevilla                        |
| XVI       | 2014 | Laredo                                       | CBMP Ciudad de Málaga                             |                                              | BMP Alcalá                                      | BMP Sevilla                                  | 2:021:20, 21:10                              | Deporte y Empresa Málaga                        |
| XVII      | 2015 | Roquetas de Mar                              | CBMP Ciudad de Málaga                             |                                              | BMP Barbate                                     | BMP Sevilla                                  |                                              | AHRS Team                                       |
| XVIII     | 2016 | Laredo                                       | CBMP Ciudad de Málaga                             | 2:0 22:13,24:21                              | BMP Barbate                                     | Deporte y Empresa Clínicas Rincón            | 2:1 12:20,19:15,9:6                          | CB Getasur                                      |
| XIX       | 2017 | Laredo                                       | Pinturas Andalucía BMP Sevilla                    | 2:0 26:24,22:20                              | CBMP Ciudad de Málaga                           | CBMP Algeciras                               | 2:0 24:14,26:18                              | BHC Plan B XP Sports                            |
| XX        | 2018 | Laredo                                       | CBMP Diasa Ciudad de Málaga                       | 2:0 25:10,22:20                              | CBMP Algeciras                                  | CBMP Algeciras                               | 2:1 21:20,16:25,10:8                         | CBMP Ciudad de Málaga                           |
| XXI       | 2019 | Alicante                                     | Pinturas Andalucía BMP Sevilla                    | 2:1 19:16, 20:26, 12:10                      | Movex Handbol Platja Granollers                 | Taberna El Panduro A.M. Team Almería         | 2:1 24:15, 19:29, 7:2                        | Balonmano Playa Ciudad Real                     |
|           | 2020 | No se disputó por las restricciones COVID-19 | No se disputó por las restricciones COVID-19      | No se disputó por las restricciones COVID-19 | No se disputó por las restricciones COVID-19    | No se disputó por las restricciones COVID-19 | No se disputó por las restricciones COVID-19 | No se disputó por las restricciones COVID-19    |
| XXII      | 2021 | Valencia                                     | Core Global Bm Playa Parla                        | 2:1 20:25,28:26,8:6                          | Salazones Herpac BMP Barbate                    | GEA Asesores A.M. Team Almería               | 2:0 25:18,20:14                              | Marujalimón Ciudad de Utrera                    |
| XXIII     | 2022 | Orihuela                                     | Movex Handbol Platja Granollers                   | 2:0 21:18,25:24                              | Fundación Fomento Deporte CBMP Ciudad de Málaga | GEA A.M. Team Almería                        | 2:0 24:22,22:16                              | Fundación Fomento Deporte CBMP Ciudad de Málaga |
| XXIV      | 2023 | Almería                                      | CBMP Ciudad de Málaga                             | 2:1 20:21;19:14;6:7                          | Salazones Herpac BMP Barbate                    | Cats A.M. Team Almería                       | 2:0 22:16;28:16                              | BMP Maravillas Benalmádena                      |
| XXV       | 2024 | Cádiz                                        | CBMP Algeciras                                    | 2:0 (24:16, 36:18)                           | La Chanca Balonmano Barbate                     | Cats A.M. Team Almería                       | 2:0 24:16, 36:18                             | Fundación Fomento Deporte CBMP Ciudad de Málaga |
| XXVI      | 2026 | Laredo                                       | Fundación Fomento Deporte CBMP Ciudad de Málaga A | 2:0 (24:22, 23:18)                           | Salazones Herpac Balonmano Playa Barbate        | Cats CD Playas de Fuengirola                 | 2:0 31:26, 24:15                             | Bm. Getasur                                     |

## Palmarés

### Palmarés femenino
| Com.                               | Equipo                          | Títulos | Sub. | Años campeón                                            |
| ---------------------------------- | ------------------------------- | ------- | ---- | ------------------------------------------------------- |
| Bandera de Andalucía               | A.M. Team Almería               | 5       |      | 2019, 2021, 2022, 2023,2024                             |
| Bandera de Andalucía               | Costa del Sol Málaga            | 4+3     | 4    | 1998, 2007, 2010, 2016 (no oficiales: 1996, 2005, 2006) |
| Bandera de Canarias                | Lanzarote                       | 2       | 1    | 1997, 2000                                              |
| Bandera de Andalucía               | CBMP Sevilla                    | 2       | 1    | 2014, 2015                                              |
| Bandera de Andalucía               | CBMP Algeciras                  | 2       |      | 2017, 2018                                              |
| Bandera de Andalucía               | Balonmano Playa Fuengirola      | 2       |      | 2009, 2011                                              |
| Bandera de Andalucía               | CBMP Ciudad de Málaga           | 1       | 3    | 2012                                                    |
| Bandera de la Comunidad de Madrid  | Bm. Getasur                     | 1       | 2    | 2013                                                    |
| Bandera de Andalucía               | Konfor Corre Corre (Cádiz)      | 1       |      | 1999                                                    |
| Bandera de Cataluña                | HE Castelldefels                | 1       |      | 2001                                                    |
| Bandera de Andalucía               | Balonmano Iznalloz              | 1       |      | 2002                                                    |
| Bandera de la Comunidad Valenciana | Prim-ball Beach (Valencia)      | 1       |      | 2003                                                    |
| Bandera de la Comunidad Valenciana | Juqui Socorro (Valencia)        | 1       |      | 2004                                                    |
| Bandera de Andalucía               | Balonmano Gades                 | 1       |      | 2008                                                    |
| Bandera de Andalucía               | CD Playas de Fuengirola         | 1       |      | 2025                                                    |
| Bandera de Cataluña                | C.E. Les Franqueses (Barcelona) |         | 2    |                                                         |
| Bandera de Andalucía               | Club Balonmano Utrera           |         | 1    |                                                         |
| Bandera de Cataluña                | BHC Plan-B                      |         | 1    |                                                         |
| Bandera de Castilla-La Mancha      | BMP Ciudad Real                 |         | 1    |                                                         |
| Bandera de Castilla y León         | Tercer Tiempo (Valladolid)      |         | 1    |                                                         |
| Bandera de la Comunidad Valenciana | Maritim Valencia                |         | 1    |                                                         |
| Bandera de Andalucía               | Coquito Remete (Granada)        |         | 2    |                                                         |
| Bandera de la Región de Murcia     | Universidad de Murcia           |         | 2    |                                                         |
| Bandera de la Comunidad de Madrid  | BM Playa Sanse                  |         | 1    |                                                         |
| Bandera de Cataluña                | AHRS Team                       |         | 1    |                                                         |
| Bandera de Andalucía               | BMP Maravillas Benalmádena      |         | 1    |                                                         |
| Bandera de Castilla-La Mancha      | BMP Puertollano                 |         | 1    |                                                         |

### Palmarés Masculino
| Com.                              | Equipo                    | Títulos | Sub. | Años campeón                                          |
| --------------------------------- | ------------------------- | ------- | ---- | ----------------------------------------------------- |
| Bandera de Andalucía              | CBMP Ciudad de Málaga     | 9       | 3    | 2008, 2009, 2011, 2014, 2015, 2016, 2018, 2023, 2025  |
| Bandera de Andalucía              | Balonmano Gades           | 6+1     |      | 1997, 1998, 1999, 2000, 2001, 2003 (no oficial: 1996) |
| Bandera de Andalucía              | BMP Barbate               | 2       | 4    | 2002, 2004                                            |
| Bandera de Andalucía              | CBMP Sevilla              | 2+2     |      | 2017, 2019 (no oficiales: 2006 y 2007)                |
| Bandera de Cataluña               | CHP Granollers            | 1       | 1    | 2022                                                  |
| Bandera de Andalucía              | CBMP Algeciras            | 2       | 1    | 2013, 2024                                            |
| Bandera de Cataluña               | UEHC Calella              | 1       | 1    | 2012                                                  |
| Bandera de la Comunidad de Madrid | BMP Parla                 | 1       |      | 2021                                                  |
| Bandera de Andalucía              | Metaloplásticos (Almería) | 1       |      | 2010                                                  |
| Bandera de la Comunidad de Madrid | BMP Alcalá                | +1      | 6    | (no oficial: 2005)                                    |
| Bandera de Andalucía              | PMD Moguer                |         | 1    |                                                       |
| Bandera de Andalucía              | Balonmano Chiclana        |         | 1    |                                                       |
| Bandera de Castilla-La Mancha     | BMP Azuqueca              |         | 1    |                                                       |
| Bandera de Andalucía              | CBMP Barbate              |         | 3    |                                                       |